# Kapfenstein
Kapfenstein è un comune austriaco di 1 585 abitanti nel distretto di Südoststeiermark, in Stiria.